# Фэрфилд (округ, Южная Каролина)
Округ Фэрфилд (англ. Fairfield County) располагается в штате Южная Каролина, США. Административным центром (столицей) является город Уинсборо — крупнейший населённый пункт округа по числу жителей.
По состоянию на 2010 год, численность населения составляла 23 956 человека.

## История
Округ Фэрфилд был официально образован в 1785 году. Местные краеведы предполагают, что название округа произошло от слов «Fair» и «Fields» из восклицания генерала Чарльза Корнуоллиса, произнесённого им во время британской оккупации в 1780–1781 годах: «How Fair These Fields!» (букв. «Как прекрасны эти поля!»). Дом, в котором жил Корнуоллис сохранился до наших дней.

## География
В соответствии с данными указанными на сайте центрального статистического органа страны — Бюро переписи населения США, общая площадь округа Фэрфилд равняется 1838,902 км2, из которых 1779,332 км2 занимает суша и 23,000 км2 (3,29%) приходится на водную поверхность.

## Население
По данным переписи населения 2000 года в округе проживает 23 454 жителей в составе 8 774 домашних хозяйств и 6 387 семей. Плотность населения составляет 13,00 человек на км2. На территории округа насчитывается 10 383 жилых строений, при плотности застройки около 6,00-ти строений на км2. Расовый состав населения: белые — 59,09 %, афроамериканцы — 39,58 %, коренные американцы (индейцы) — 0,19 %, азиаты — 0,15 %, гавайцы — 0,00 %, представители других рас — 0,44 %, представители двух или более рас — 0,55 %. Испаноязычные составляли 1,07 % населения независимо от расы.

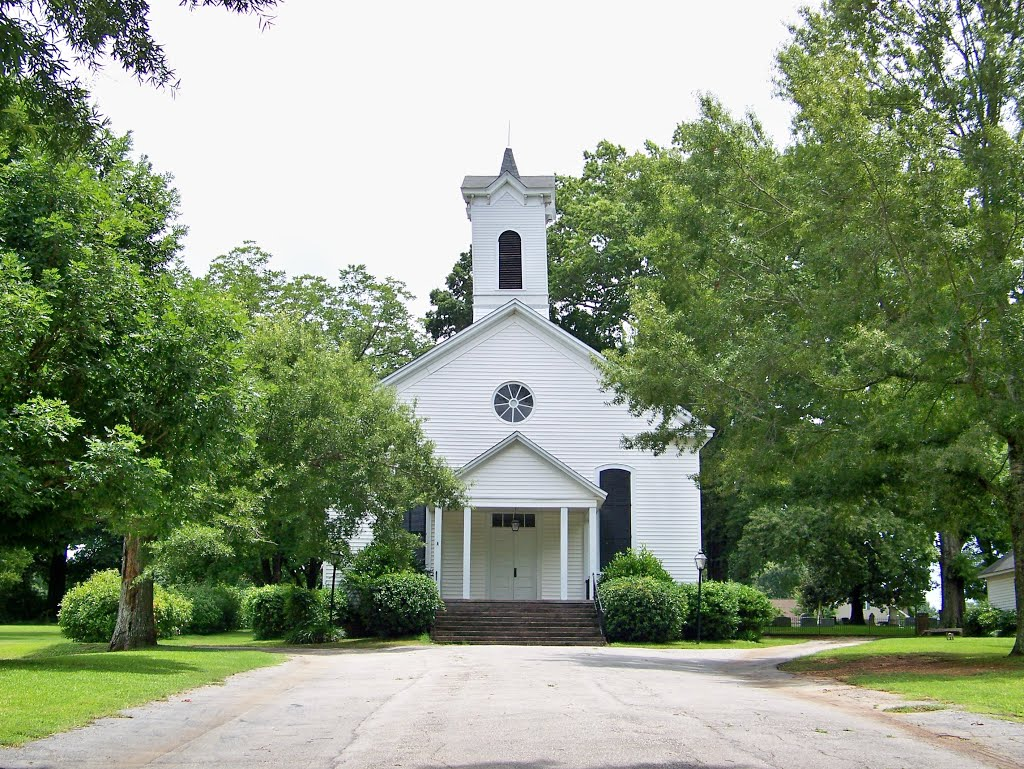
Церковь Уайт-Оук

В составе 32,40 % из общего числа домашних хозяйств проживают дети в возрасте до 18 лет, 47,90 % домашних хозяйств представляют собой супружеские пары проживающие вместе, 20,00 % домашних хозяйств представляют собой одиноких женщин без супруга, 27,20 % домашних хозяйств не имеют отношения к семьям, 24,40 % домашних хозяйств состоят из одного человека, 9,40 % домашних хозяйств состоят из престарелых (65 лет и старше), проживающих в одиночестве. Средний размер домашнего хозяйства составляет 2,63 человека, и средний размер семьи 3,12 человека.
Возрастной состав округа: 26,10 % моложе 18 лет, 8,60 % от 18 до 24, 27,80 % от 25 до 44, 24,30 % от 45 до 64 и 24,30 % от 65 и старше. Средний возраст жителя округа 37 лет. На каждые 100 женщин приходится 90,90 мужчин. На каждые 100 женщин старше 18 лет приходится 88,80 мужчин.
Средний доход на домохозяйство в округе составлял 30 376 USD, на семью — 35 943 USD. Среднестатистический заработок мужчины был 29 033 USD против 21 197 USD для женщины. Доход на душу населения составлял 14 911 USD. Около 17,20 % семей и 19,60 % общего населения находились ниже черты бедности, в том числе — 24,70 % молодежи (тех, кому ещё не исполнилось 18 лет) и 24,10 % тех, кому было уже больше 65 лет.